# Banque centrale du Nigeria
La Banque centrale du Nigeria (en anglais : Central Bank of Nigeria) est la banque centrale de la république fédérale du Nigeria.

## Histoire
En 1948, une enquête sous la direction de G.D Paton fut créée par l’administration coloniale pour enquêter sur les pratiques bancaires au Nigeria. Le rapport GD Paton, issu de l’enquête, est devenu la pierre angulaire de la première législation bancaire du pays, l’ordonnance bancaire de 1952. Cette ordonnance visait à empêcher la prolifération des banques non viables et à garantir le bon fonctionnement des banques commerciales. L’ordonnance bancaire a déclenché une croissance rapide du secteur, qui a également entraîné des déceptions. En 1958, quelques banques avaient fait faillite. Pour limiter les faillites et préparer le contrôle local, un projet de loi visant à créer la Banque centrale du Nigéria a été présenté en 1958 à la Chambre des représentants du Nigéria. La loi n° 24 de 1958 sur la Banque centrale du Nigéria a été publiée au chapitre 30 de l’édition de 1958 des lois du Nigéria et de Lagos. Elle a été pleinement mise en œuvre le 1er juillet 1959, lorsque la Banque centrale du Nigéria est entrée en activité et est restée la principale loi régissant la CBN jusqu'à son abrogation par la loi n° 24 de 1991 sur la Banque centrale du Nigéria.
En 2009, la CBN a licencié les PDG et les directeurs exécutifs de 5 banques nigérianes (Afribank, FinBank Nigeria, Intercontinental Bank, Oceanic Bank et Union Bank of Nigeria) pour mauvaise gestion des prêts et dépendance excessive à l'égard de la CBN. En 2014, le président Goodluck Jonathan a suspendu le gouverneur de la CBN, Sanusi Lamido Sanusi, pour imprudence financière. En avril 2021, la Banque centrale du Nigéria a licencié l'ensemble du conseil d'administration de la First Bank of Nigeria qui se trouvait dans une « situation financière grave ».
En juillet 2021, la CBN a annoncé qu'elle avait mis fin aux ventes de devises étrangères, aux opérateurs de bureaux de change. À la suite de cette annonce, toutes les ventes de devises devaient être directement adressées aux banques commerciales. L'introduction de l'eNaira a eu lieu quelques mois après que le gouvernement ait interdit toutes les crypto-monnaies. 
En juin 2023, le président de la CBN, Godwin Emefilele, a été arrêté par le Service de sécurité de l'État nigérian, et démis de ses fonctions à la CBN après une précédente tentative d'arrestation en décembre 2022 pour « financement du terrorisme, activités frauduleuses et crimes économiques à caractère sécuritaire national ». Cela faisait suite aux allégations selon lesquelles Godwin Emefiele menait une guerre contre l'argent liquide en vertu d'une directive du Fonds monétaire international et du Forum économique mondial.
En février 2025, la Banque centrale du Nigéria a approuvé pour la première fois l'inclusion du franc CFA sur les formulaires de reçus d'exportation du Nigéria, permettant son utilisation par les banques nigérianes pour le rapatriement des recettes d'exportation. Cette approbation devrait faciliter les transactions transfrontalières avec les pays qui utilisent principalement le franc CFA.

## Liste des gouverneurs
| Rang | Nom                   | Mandat                            |
| ---- | --------------------- | --------------------------------- |
| 1er  | Roy Pentelow Fenton   | 24 juillet 1958 - 24 juillet 1963 |
| 2e   | Aliyu Mai-Bornu       | 25 juillet 1963 - 22 juin 1967    |
| 3e   | Clement Isong         | 15 août 1967 - 22 septembre 1975  |
| 4e   | Adamu Ciroma          | 24 septembre 1975 - 28 juin 1977  |
| 5e   | Ola Vincent           | 28 juin 1977 - 28 juin 1982       |
| 6e   | Abdulkadir Ahmed      | 28 juin 1982 - 30 septembre 1993  |
| 7e   | Paul Agbai Ogwuma     | 1er octobre 1993 - 29 mai 1999    |
| 8e   | Joseph Oladele Sanusi | 29 mai 1999 - 29 mai 2004         |
| 9e   | Charles Soludo        | 29 mai 2004 - 29 mai 2009         |
| 10e  | Sanusi Lamido Sanusi  | 3 juin 2009 - 20 février 2014     |
| 11e  | Godwin Emefiele       | 3 juin 2014 - 9 juin 2023         |
| 12e  | Yemi Cardoso          | Depuis le 15 septembre 2023       |